# DB Information

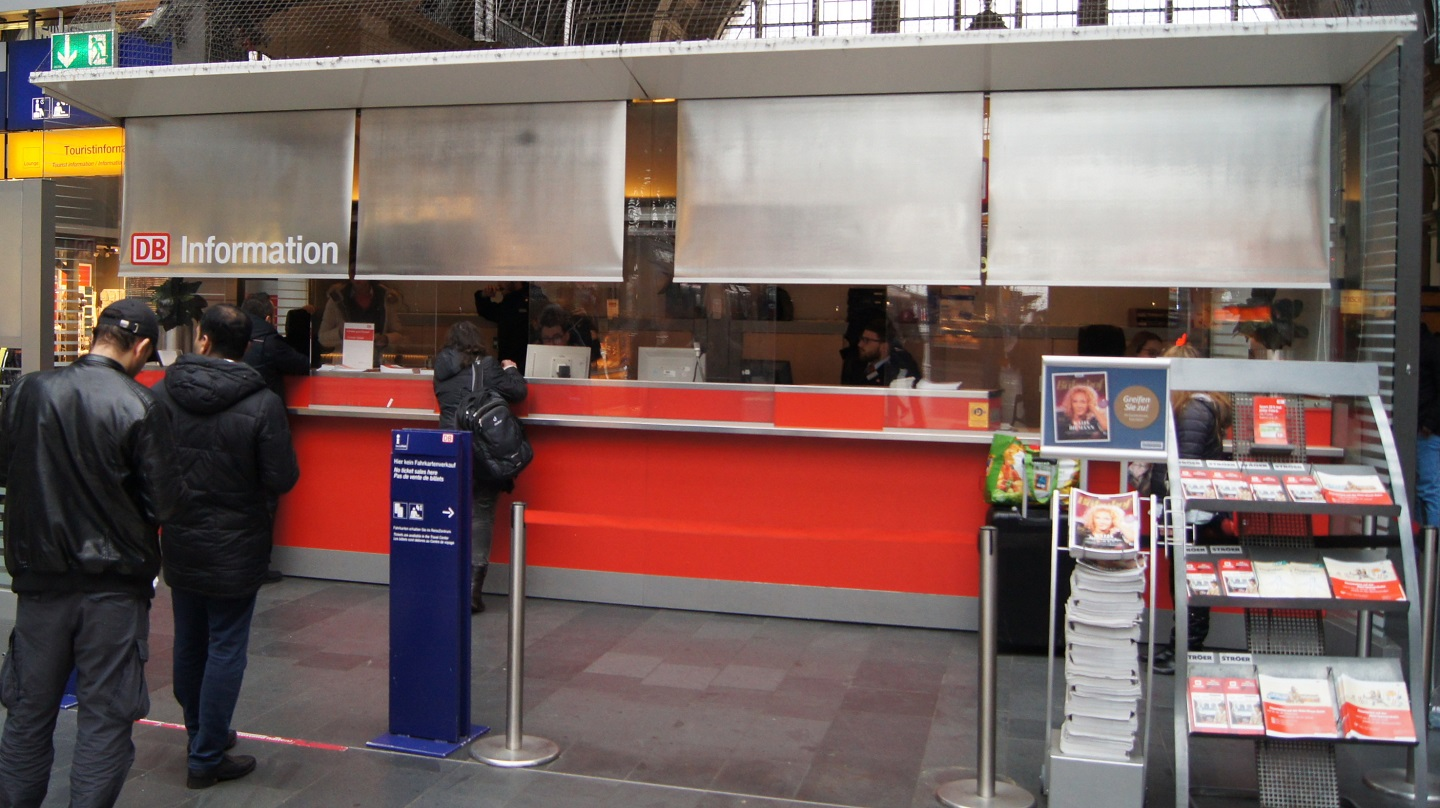
DB Information im Frankfurter Hauptbahnhof (2018)

Als DB Information bezeichnet die Deutsche Bahn AG den zentralen Informationsschalter an großen deutschen Bahnhöfen. Die ab Dezember 1994 mit dem Anglizismus Service Point (übersetzt etwa: Dienstleistungsort) eingeführten Anlaufstellen werden seit Juni 2011 schrittweise umbenannt.
Neben der Auskunft über Zugverbindungen werden darüber hinaus standortabhängig zahlreiche weitere Dienstleistungen angeboten. Derzeit existieren über 80 dieser Informationsschalter an Bahnhöfen der Deutschen Bahn, die allesamt von DB InfraGO betrieben werden.

## Geschichte

### Vorgeschichte
Bereits bei der Deutschen Reichsbahn gab es Beamte, die ausschließlich für die Auskunft an Reisende zuständig waren. Sie trugen ursprünglich eine gelbe Armbinde mit der Aufschrift „Auskunft“. 1932 oder kurz zuvor wurde die Armbinde durch einen gelben Mützenstreifen mit der Aufschrift „Auskunft“ ersetzt. Dies wurde bei der Deutschen Bundesbahn zunächst nicht weitergeführt. Erst 1964 ordnete diese an, dass Auskunftsbeamte, die außerhalb des Schalterbereichs arbeiteten, gelbe Bänder mit der Aufschrift „Information“ an ihren Dienstmützen tragen sollten.

### Entwicklung
Im Dezember 1994 wurden an 28 deutschen Bahnhöfen unter dem Begriff „Service Point“ neuartige, zentrale Auskunftsschalter eingeführt, in dessen Folge zunächst 600 Mitarbeiter für das neue Servicekonzept ausgebildet wurden. Die Planungen sahen anfangs vor, an 60 Bahnhöfen Service Points mit insgesamt 2000 Mitarbeitern einzurichten. Die neuen Servicemitarbeiter hoben sich dabei anfangs auch durch eine neue Dienstkleidung von anderen Bahnbediensteten ab. In Umfragen zur Kundenzufriedenheit begrüßten 89 Prozent der Befragten die Einführung der Service Points in allen größeren Bahnhöfen.
Zu den in der Anfangsphase angebotenen Dienstleistungen zählten u. a. die Erteilung von Reiseauskünften, die Bestellung von Gepäckträgerdiensten, Verlustanzeigen für persönliche Gegenstände und die Entgegennahme von Beschwerden. Auch konnten Autoschlüssel für Angehörige hinterlegt oder Faxe verschickt werden. An jedem ServicePoint sollten ständig bis zu vier Mitarbeiter zur Verfügung stehen. Auch Verwaltungsmitarbeiter sollten einen Tag pro Monat an den neuen Servicestationen eingesetzt werden.
Nachdem das Angebot bis Mitte 1995 an 30 Bahnhöfen eingeführt war, folgten Ende 1995 die Bahnhöfe Dresden-Neustadt, Gera, Zwickau, Göttingen, Bochum, Saarbrücken, Osnabrück und Regensburg. In Berlin wurde am Bahnhof Schönefeld der vierte Service Point eingerichtet (nach den Bahnhöfen Zoo, Lichtenberg und Ostbahnhof). An diesen Service-Points der zweiten Generation wurden technische und ergonomische Verbesserungen vorgenommen. Geplant war dabei auch die telefonische Erreichbarkeit der Stellen über eine bundeseinheitliche Rufnummer.
Die Anzahl der Service Points wurde in den darauffolgenden Jahren deutlich erhöht. Nach Planungen von 1998 sollte die Zahl der ServicePoints im Jahr 1999 auf 94 erhöht werden. Zwischen 2005 und 2008 lag die Zahl der ServicePoints nach DB-Angaben bei über 90.
Die Umbenennung des Service Points in „DB Information“ ist als Folge einer Beschwerde des CSU-Bundestagsabgeordneten Ernst Hinsken über die Bezeichnung „Kiss&Ride“ für eine durch die Deutsche Bahn neuangelegte Kurzzeitparkzone am Bahnhof der niederbayerischen Stadt Straubing zu sehen. Daraufhin entstand eine Diskussion über die Verwendung von Anglizismen im öffentlichen Leben und insbesondere im Bereich der Deutschen Bahn. Als Reaktion auf die Beschwerde Hinskens versprach ihm der Vorstandsvorsitzende der Deutschen Bahn, Rüdiger Grube, dass die Deutsche Bahn zukünftig weniger Anglizismen verwenden wolle.
Johannes Ludewig, damaliger Bahnchef, erhielt bereits 1999 in diesem Zusammenhang den Titel Sprachpanscher des Jahres.
Von Juni bis Dezember 2011 erfolgte somit die Umbezeichnung der betreffenden Auskunftsschalter. „Service Point“ steht seither nur noch unter dem Begriff „DB Information“ in deutlich kleinerer Kursivschrift auf Piktogrammen und der Wegweisung in den Bahnhofsgebäuden.
Die „DB Information 4.0“ wurde im Frühjahr 2016 in einer Werkstatt entworfen. Bis März 2017 gewonnene Erkenntnisse sollen die Ausschreibung einfließen. Am 17. Oktober 2016 wurde der Prototyp einer neu gestalteten DB Information am Bahnhof Berlin Südkreuz vorgestellt. Er wird seither dort getestet. Mit der Inbetriebnahme einer neuen DB-Information am Hauptbahnhof Nürnberg, am 23. November 2017, begann die Umstellung. Bis Ende 2017 sollen die DB Informationen an zehn großen Bahnhöfen ersetzt werden bis Ende 2020 alle 82 DB Informationen.

## Angebotene Dienstleistungen

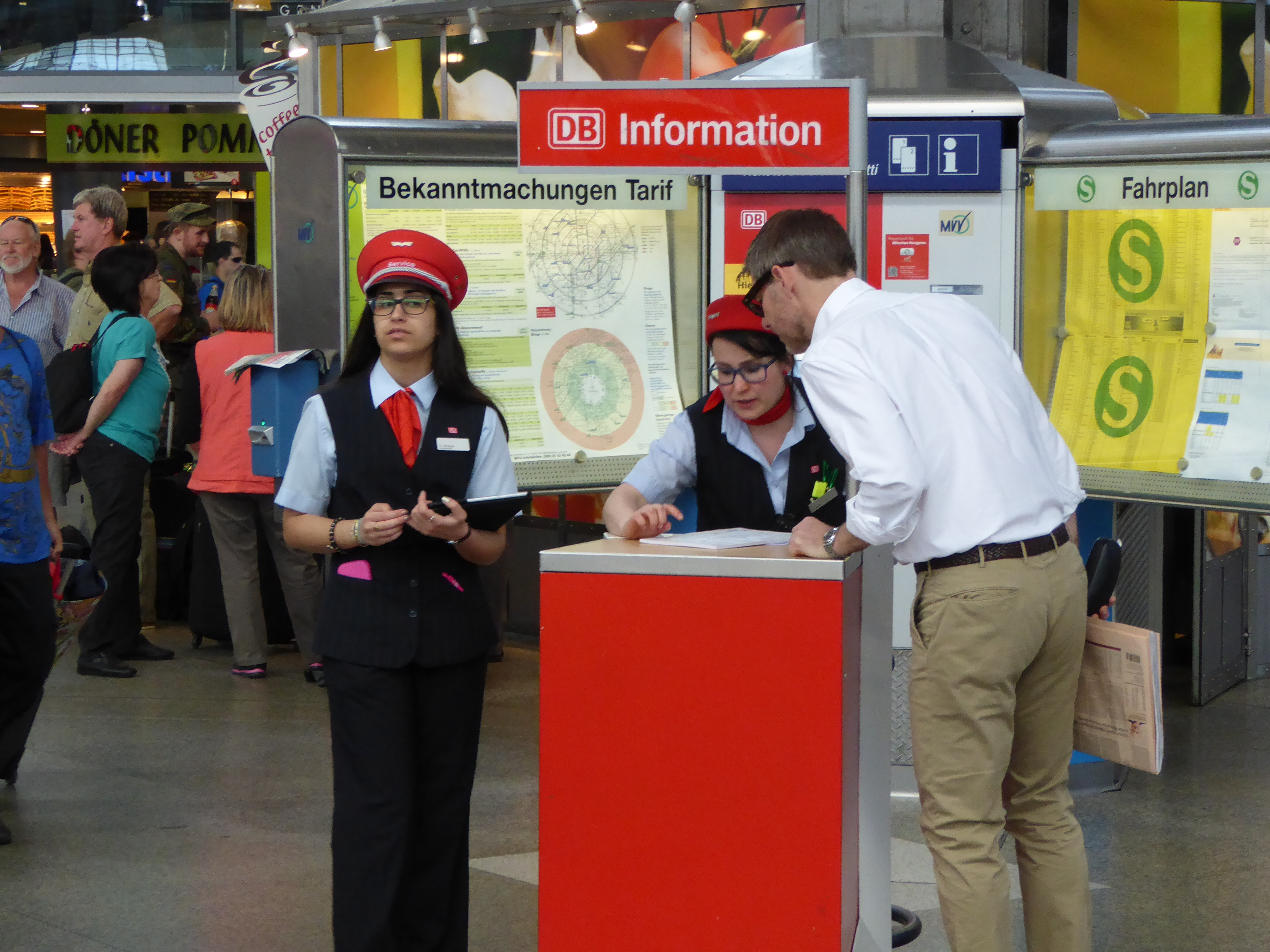
Mit mobilen Ständen werden einfache Beauskunftungen physisch näher am Kundenstrom möglich

Die primäre Funktion der DB Information liegt nach wie vor in der Reiseauskunft; Bahnkunden können hier Zugverbindungen erfragen und sich im Hinblick auf aktuelle oder für die Zukunft geplante Reisen beraten lassen. Die dort eingesetzten Service-Mitarbeiter können über ihre Computer auch die aktuelle Verspätungslage der Züge ermitteln und an die Reisenden weitergeben. Auskünfte zu Ticketpreisen und der Erwerb von Fahrkarten werden allerdings nicht angeboten; hierfür zuständig sind die DB Reisezentren.
Der Bahnkunde erhält an der DB Information aber noch eine Reihe zusätzlicher Dienstleistungen rund um seine Reise.
An der DB Information liegen verschiedene Printmedien der Deutschen Bahn und der einzelnen Verkehrsverbünde aus, z. B. themenbezogene Flyer zu regionalen Ausflugszielen, Nachtzugreisen oder Informationen über aktuelle Baumaßnahmen.
Seit März 2005 ist auch die Buchung von Hotels in der Nähe des Standorts des jeweiligen Informationsschalters möglich.
Die Mitarbeiter sind im Rahmen der Fahrgastrechte verpflichtet, berechtigten Reisenden teilnehmender Eisenbahnverkehrsunternehmen bei entsprechend hohen Zugverspätungen oder -ausfällen Entschädigungen in Form von Hotel- oder Taxigutscheinen auszuhändigen, sofern die Reisenden aufgrund von Unregelmäßigkeiten im Zugverkehr ihren Zielort entgegen entsprechender Planung bis 24:00 Uhr nicht mehr erreichen können. Ebenso können sie spezielle Fahrkarten von Beschränkungen wie Zugbindungen befreien und den zeitlichen Gültigkeitsrahmen erweitern, sofern eine entsprechende Zugverspätung oder ein Ausfall vorliegt. Im Verspätungsfall sowie bei Zugausfällen werden Fahrgastrechte-Formulare und Verspätungsbescheinigungen ausgestellt.
An vielen Standorten können nach vorangegangener Registrierung Angebote von DB Carsharing und DB Call-a-Bike in Anspruch genommen werden. Ortsunkundige können Informationen zu der zugehörigen Stadt erfragen. An der DB Information werden zudem Auskünfte über den städtischen öffentlichen Nahverkehr gegeben und Wegbeschreibungen erteilt.
Die DB Information ist zudem zentrale Anlaufstelle für Fragen rund um die Durchführung des Mobilitätsservices der Deutschen Bahn, welcher für mobilitätseingeschränkte Personen an den wichtigsten Personenbahnhöfen angeboten wird.
Auf Wunsch werden von der Information aus Personen über die Lautsprecheranlage des Bahnhofs ausgerufen.
Im Falle des Verlustes von persönlichen Gegenständen im Zug oder Bahnhof kann man am ServicePoint ein entsprechendes Meldeformular kostenlos erhalten, mit welchem bei der Deutschen Bahn ein Nachforschungsauftrag erteilt werden kann. Gleichzeitig werden an Bahnhöfen oder in Zügen der Deutschen Bahn gefundene Gegenständen entgegengenommen.
Standortabhängig ist an der DB Information vor Ort auch eine Auswahl aus dem Warensortiment des Bahnshops 1435 erhältlich.
An einigen Standorten erfolgt zusätzlich die Annahme und Ausgabe von ic-Kuriergut-Sendungen.

## Standorte
In den letzten Jahren vor der Umbenennung in „DB Information“ wurden Zahl und Öffnungszeiten der Service Points deutlich reduziert. Derzeit existieren Standorte an nahezu allen Bahnhöfen der Preisklasse 1, zu der derzeit 20 Bahnhöfe der DB Station & Service AG zählen. Zudem sind die Informationsschalter an vielen Bahnhöfen der Preisklasse 2 zu finden, vereinzelt zudem auch an einigen wenigen Bahnhöfen der Preisklasse 3.
Zudem verfügen einige Stationen in Bahnhofshallen oder am Bahnsteig über kleine, mobile Informationsschalter, die zuvor ebenfalls den Titel „Service Point“ trugen und seit 2011 den Begriff „Kurzinfo“ tragen. Dort erhält man lediglich Auskünfte durch Servicepersonal, die gesamte Anzahl der an der DB Information angebotenen Dienstleistungen ist dort nicht verfügbar.